# (25529) 1999 XL127
1999 أكس أل 127 (ويعرف أيضًا باسم (25529) 1999 أكس أل 127 وفق تسمية الكوكب الصغير) (بالإنجليزية: 1999 XL127)‏ هو كويكب ضمن حزام الكويكبات؛ وترتيبه 25529 من حيث الاكتشاف.
اكتُشف هذا الجُرم الفلكي بواسطة Charles W. Juels ‏ في 11 ديسمبر 1999.

## وصلات خارجية
- (25529) 1999 XL127 في قاعدة بيانات مختبر الدفع النفاث لأجرام النظام الشمسي الصغيرة

- الاكتشاف · مخطط المدار ·  العناصر المدارية · المعلمات المادية

- (25529) 1999 XL127 على موقع ويكي سكاي: DSS2, SDSS, GALEX, IRAS, Hydrogen α, X-Ray, Astrophoto, Sky Map, Articles and images